# Lijst van beschermd erfgoed in Gedinne
Onderstaande tabel geeft een overzicht van de beschermde erfgoederen in de gemeente Gedinne. Het beschermd erfgoed maakt deel uit van het cultureel erfgoed in België.
| Object                                        | Bouwjaar/architect | Deelgemeente | Adres               | Coördinaten                   | Nummer?                | Afbeelding                                 |
| --------------------------------------------- | ------------------ | ------------ | ------------------- | ----------------------------- | ---------------------- | ------------------------------------------ |
| Petite Fagne op het plateau van Croix-Scaille |                    |              |                     | 49° 57' 12" NB, 4° 50' 44" OL | 91054-CLT-0001-01 Info |                                            |
| Plattelandsgebouw met de naam "le Château"    |                    |              | rue L. Demars, n° 1 | 49° 59' 36" NB, 4° 53' 20" OL | 91054-CLT-0004-01 Info | Plattelandsgebouw met de naam "le Château" |
| Ensemble van de watermolen en diens omgeving  |                    |              |                     | 49° 57' 46" NB, 4° 57' 8" OL  | 91054-CLT-0005-01 Info |                                            |